# Al Ries
Al Ries (Indianapolis, 14 novembre 1926 – Atlanta, 7 ottobre 2022) è stato un pubblicitario statunitense.
Si è occupato di comunicazione e marketing strategico, disciplina alla quale ha dato un importante contributo con l'introduzione, insieme a Jack Trout, del concetto di posizionamento ("positioning").
Nel 2009 il testo Positioning: The Battle for Your Mind, di cui è coautore con Trout, è stato inserito al primo posto nella classifica de "I 10 migliori libri di marketing di tutti i tempi" da AdvertisingAge.
Nel 2016 è nella Marketing All of Fame statunitense.

## Biografia
Laureatosi alla DePauw University nel 1950 con una tesi sulle arti libere, ha lavorato presso la General Electric nel reparto pubblicità. 
Nel 1963 fonda una propria agenzia pubblicitaria a New York, la Ries Cappiello Colwell. Successivamente all'incontro con Jack Trout l'agenzia cambia nome in Trout & Ries.
Ries e Trout mettono in relazione la comunicazione con le aspettative del cliente, per mezzo del cosiddetto posizionamento, che indica il soddisfacimento dei valori dell'acquirente, allineando le aspettative durante il processo di scambio. Il fenomeno era già stato preso in considerazione nell'ambito dell'antropologia culturale da due autori: Clyde Kluckhohn (concetto di valore) e Claude Lévi-Strauss (concetto di scambio).
Nel 1972 Ries e Trout collaborano alla stesura di un saggio che lancerà definitivamente il termine posizionamento per mezzo di alcuni articoli dal titolo "Positioning Era" pubblicati sulla rivista Advertising Age.
Rotto il sodalizio con Jack Trout, Ries rinnova la sua agenzia, con l'entrata della moglie e della figlia, rinominandola Ries&Ries Focusing Consulting.
Nel 1993 i due autori pubblicano "The 22 Immutable Laws of marketing" (Le ventidue leggi del marketing), libro che racchiude ciò che gli autori pensano delle strategie di posizionamento:
1. È meglio essere primi che meglio degli altri. (Legge della leadership)
2. Se non potete essere i primi di una categoria, inventatene una nuova in cui diventarlo. (Legge della categoria)
3. È meglio essere i primi nella mente che primi sul mercato. (Legge della mente)
4. Il marketing non è una battaglia di prodotti, è una battaglia di percezioni. (Legge della percezione)
5. Il concetto più potente nel marketing è possedere una parola nella mente del cliente potenziale. (Legge della focalizzazione)
6. Due aziende non possono possedere la stessa parola nella mente del cliente potenziale. (Legge dell'esclusività)
7. La strategia da usare dipende da quale piolo della scala si occupa. (Legge della scala)
8. A lungo andare ogni mercato diventa una corsa a due cavalli. (Legge della dualità)
9. Se vi battete per il secondo posto, la vostra strategia è dettata dal leader. (Legge dell'opposto)
10. Nel tempo una categoria si dividerà in due o più categorie. (Legge della divisione)
11. Gli effetti del marketing si fanno sentire nell'arco di un periodo di tempo prolungato. (Legge della prospettiva)
12. C'è una pressione irresistibile a estendere il patrimonio di marca. (Legge dell'estensione di una linea di prodotti)
13. Bisogna rinunciare a qualcosa per ottenere qualcosa (Legge del sacrificio)
14. Per ogni attributo esiste un attributo contrario ed efficace. (Legge degli attributi)
15. Se ammettete una qualità negativa, il cliente potenziale ve ne riconoscerà una positiva. (Legge della sincerità)
16. In ogni situazione solo una mossa produce risultati sostanziali. (Legge della singolarità)
17. A meno che non scriviate i piani dei vostri concorrenti, non potete prevedere il futuro. (Legge dell'imprevedibilità)
18. Il successo spesso porta all'arroganza, e l'arroganza al fallimento. (Legge del successo)
19. Il fallimento va messo in conto e accettato. (Legge del fallimento)
20. La situazione è spesso il contrario di come appare sulla stampa. (Legge della montatura pubblicitaria)
21. I programmi di successo non sono costruiti su mode passeggere, sono costruiti sulle tendenze. (Legge dell'accelerazione)
22. Senza finanziamenti adeguati un'idea non può decollare. (Legge delle risorse)

Ries e Trout si focalizzano più sugli aspetti psicologici del marketing quanto sull'operatività, enfatizzando l'utilizzo di simboli e valori.
Numerosi sono i libri scritti da Ries, spesso con uno stile che non privilegia la specificità del saggio quanto la chiarezza e l'esemplificazione.